# Ранчо Техас
«Ранчо Техас» (польск.: Rancho Texas) — польский приключенческий фильм 1958 года режиссёра Вадима Берестовского, первый «польский вестерн», хотя это не вестерн в классическом смысле этого слова, так как действие происходит не в прериях Дикого Запада, а в Польше в горах Бещадах в 1950-е годы. 

## Сюжет
Два студента-зоотехника, Яцек и Марцись, на летнюю практику приезжают в Бещады на животноводческий комплекс. Они не рассматривают это как что-то серьёзное: весёлая работа «ковбоями» на пастбищах крупного рогатого скота. Но вместо романтики и приключений их работа — бесконечная скука.
Все меняется, когда Яцек в баре начинает ухаживать за местными девушками. Одна из них — Валентина — подруга главы местной банды контрабандистов. Другая — Ангешка — лаборант геологической экспедиции находящейся в этих местах. При этом Агнешка испытывает влечение к Марцисю.
Друзья ссорятся, когда Яцек цинично и как бы мимоходом заявляет, что соблазнил Агнешку исключительно из «спортивного интереса».
Тем временем глава банды собрал своих людей, чтобы наказать Яцека. Дело принимает серьёзный оборот. Студентам предстоит схватка с бандитами.

## В ролях
- Богуш Билевский — Яцек
- Тереса Ижевская — Валентина
- Ванда Коческая — Агнешка
- Ежи Йогалла — Стефан
- Веслав Голас — Марцись
- Хенрик Хунко — Гапа
- Бронислав Дордзинский — профессор

В конных сценах в качестве каскадёра можно видеть Адама Круликевича, известного кавалериста, первого польского олимпийского медалиста.

## О фильме
Поскольку в фильме актриса Ванда Коческая в сцене купания показана «в костюме Евы», но тонко, как отражение в воде, фильм получил прокат для взрослой аудитории.
Фильм вышел на экраны в конце апреля 1959 года, критики невысоко оценили фильм, но у зрителей пользовался популярностью.
Ретроспективно оценивается как неудачная, хотя и уникальная и рискованная по замыслу попытка создать польского представителя американского жанра и вскоре забыт на фоне вошедшего в историю как «первый польский вестерн» вышедшего позже фильма «Закон и кулак» (1964) и фильма «Волчье эхо» (1968), сюжет которых тоже далёк от «классических» вестернов